# Zhangwan (Shiyan)
Zhangwan (chiń. upr. 张湾区; chiń. trad. 張灣區; pinyin Zhāngwān Qū) – dzielnica w środkowej części prefektury miejskiej Shiyan w prowincji Hubei w Chińskiej Republice Ludowej. Liczba mieszkańców dzielnicy w 2010 roku wynosiła 368471.